# Nordhackstedt
Nordhackstedt (danès Nørre Haksted) és un municipi de l'estat alemany de Slesvig-Holstein, a l'amt de Schafflund en el districte de Slesvig-Flensburg. El 2022 tenia 475 habitants.